# Deterdženti
Deterdženti (detergent) (lat.: detergens, particip prezenta od detergere: brisati, skidati) su sve tvari ili smjese koje sadrže sapune i/ili druge površinski aktivne tvari namijenjene za procese pranja i čišćenja.
Deterdženti mogu biti u bilo kojem obliku (tekućine, prašci, paste, šipke, blokovi, kalupi ili na drugi način oblikovani komadi itd.), a stavljaju se u promet ili se rabe u kućanstvu ili u profesionalne ili industrijske svrhe.
Ostali proizvodi koji se također smatraju deterdžentima su:
— „pomoćna smjesa za pranje” namijenjena za namakanje (pretpranje), ispiranje ili izbjeljivanje odjeće i rublja u kućanstvu itd.,
— „omekšivač za rublje” namijenjen za mijenjanje osjeta tkanine na dodir u procesima koji trebaju dopuniti pranje tkanine,
— „smjesa za čišćenje” namijenjena kao univerzalno sredstvo za čišćenje za uporabu u kućanstvu i/ili drugo čišćenje površina (npr.: materijala, proizvoda, strojeva, mehaničkih naprava, prijevoznih sredstava i njima povezane opreme, instrumenata, aparature itd.),
— „ostale smjese za čišćenje i pranje” namijenjene za sve druge procese pranja i čišćenja.

## Zakonodavstvo
Uredba (EZ)  broj 648/2004 Europskog parlamenta i Vijeća od 31. ožujka 2004. o deterdžentima:
Zakon o provedbi Uredbe broj 648/2004 Europskog Parlamenta i Vijeća od 31. ožujka 2004. godine o deterdžentima („Narodne novine“, br. 34/12 i 25/13.

## Kemijski sastav
Glavni su mu sastojci tenzidi, površinski aktivne tvari. Već prema traženim svojstvima deterdženta upotrebljavaju se anionski, kationski, neionski ili amfoterni tenzidi. Najšire se primjenjuju anionski tenzidi (alkil-benzen-sulfonati, alkan-sulfonati, alkil-sulfati, alkil-eter-sulfati). Molekule tenzida, koje se sastoje od hidrofilnog i hidrofobnog dijela, nakupljaju se pri pranju na granici faza koje se ne miješaju (npr. vode i masnoće). Pritom se hidrofilni dio molekule orijentira prema vodenoj fazi, a hidrofobni prema nevodenoj, npr. prema masnoći, što smanjuje napetost površine i omogućuje odvajanje nečistoće od podloge. Osim tenzida, deterdžent sadrži i sredstva za mekšanje vode i za bijeljenje, enzime za uklanjanje nečistoća od bjelančevina i drugih bioloških tvari, mirise, sredstva za zaštitu od korozije, za osvježavanje boje itd.

## Vanjske poveznice
- Deterdženti (detergenti) Hrvatska tehnička enciklopedija, portal hrvatske tehničke baštine. LZMK